# Phyllonorycter turugisana
Phyllonorycter turugisana là một loài bướm đêm thuộc họ Gracillariidae. Nó được tìm thấy ở Nhật Bản (Sikoku, Kyusyu và Hokkaidio).
Sải cánh dài khoảng 7 mm.
Ấu trùng ăn Carpinus cordata, Carpinus laxiflora và Ostrya japonica. Chúng có thể ăn lá nơi chúng làm tổ.